# ماكسيميليان أولمان
ماكسيميليان أولمان (بالألمانية: Maximilian Ullmann)‏ هو لاعب كرة قدم نمساوي في مركز الدفاع، ولد في 17 يونيو 1996 في لينتس في النمسا. شارك مع منتخب النمسا تحت 18 سنة لكرة القدم ومنتخب النمسا تحت 19 سنة لكرة القدم ومنتخب النمسا تحت 21 سنة لكرة القدم. أما مع النوادي، فقد لعب مع لاسك لينتس.

## وصلات خارجية
- ماكسيميليان أولمان على موقع الاتحاد الأوربي (الإنجليزية)
- ماكسيميليان أولمان على موقع قاعدة بيانات كرة القدم.إي يو (الإنجليزية)
- ماكسيميليان أولمان على موقع Soccerway.com (الإنجليزية)
- ماكسيميليان أولمان على موقع عالم كرة القدم.نت (الإنجليزية)